# 4 de enero
El 4 de enero es el 4.º (cuarto) día del año del calendario gregoriano. Quedan 361 días para finalizar el año y 362 en los años bisiestos.

## Acontecimientos
- 275: en Roma, Eutiquiano sucede a Félix I como papa.
- 1642: en el marco de la Guerra Civil Inglesa, el rey Carlos I de Inglaterra ataca el Parlamento.
- 1698: en Cataluña (España), en virtud de la Paz de Ryswick, las tropas del Duque de Vendome evacuan Barcelona.
- 1717: Países Bajos, Inglaterra y Francia firman la Triple Alianza.
- 1790: las provincias belgas ―a excepción de Luxemburgo― proclaman su independencia.
- 1797: en Rívoli (Italia) Napoleón Bonaparte derrota a los austriacos.
- 1805: España y Francia firman un acuerdo de ayuda militar y naval para invadir Gran Bretaña.
- 1817: en el arroyo Catalán (actual Uruguay) ―en el marco de la invasión lusobrasileña a las Provincias Unidas del Río de la Plata (actuales Argentina, Bolivia y Uruguay)―, los portugueses vencen a las fuerzas del general José Gervasio Artigas en la batalla del Catalán.
- 1823: en Sevilla, el desbordamiento del río Guadalquivir provoca la inundación total de la ciudad.
- 1831: las tropas francesas ocupan la ciudad de Orán y se extienden posteriormente por toda Argelia.
- 1834: en Perú, la guarnición de Lima realiza un golpe de Estado y proclama jefe supremo a Pedro Bermúdez, con lo que se inicia la guerra civil.
- 1845: en Monterrey (México) se levanta en armas el general Mariano Arista para secundar el movimiento de repudio por el regreso al poder de Antonio López de Santa Anna.
- 1857: en Barcelona se inaugura el trayecto de ferrocarril entre Mataró y Arenys de Mar.
- 1870: en Buenos Aires, Bartolomé Mitre saca a la venta la primera edición del diario La Nación.
- 1874: en Zaragoza, los republicanos realizan un levantamiento a causa del golpe de Estado del general Manuel Pavía.
- 1882: en Galicia aparece el periódico La Voz de Galicia.
- 1891: en Chile, el presidente José Manuel Balmaceda dispone la vigencia de la ley de presupuestos del año anterior, sin la aprobación del Congreso.
- 1902: en Barcelona, Felipe Pedrell estrena la ópera Los Pirineos.
- 1903: en Estados Unidos, se filma la electrocución del elefante Topsy por medio de corriente alterna procedente de una fuente de 6600 voltios.
- 1904: en España se crea el primer laboratorio de aeronáutica.
- 1904: el presidente de los Estados Unidos, Theodore Roosevelt, dirige un mensaje al Congreso acerca de los hechos de Panamá.
- 1918: Finlandia se independiza oficialmente del Imperio ruso
- 1923: en la Unión Soviética, Lenin ―en un post scriptum a su testamento― recomienda la destitución de Iósif Stalin.
- 1932: en la India, la policía británica arresta a Mohandas Gandhi.
- 1933: en la costa francesa, un incendio destruye el transatlántico francés Atlantic.
- 1936: la revista neoyorquina Billboard publica la primera lista de éxitos musicales del mundo.
- 1937: en México entra en vigencia el decreto del presidente Lázaro Cárdenas acerca del volcán Citlaltépetl.
- 1939: En el contexto de la guerra civil española, el ejército sublevado toma la ciudad de Artesa de Segre en su camino a Barcelona. El debilitado ejército republicano se repliega junto a una masa de refugiados hacia la frontera francesa.
- 1941: la actriz cinematográfica alemana Marlene Dietrich obtiene la nacionalidad estadounidense.
- 1944: inicia la Batalla de Montecassino, en el marco de la Segunda Guerra Mundial.
- 1946: la empresa estadounidense IBM dona al dictador español Francisco Franco 109 000 pesetas para que sean repartidas entre las clases más necesitadas de España.
- 1947: en Alemania aparece el semanario político Der Spiegel.
- 1948: Birmania obtiene la independencia del Reino Unido.
- 1951: en Corea, las tropas revolucionarias comunistas lideradas por Kim Il-sung recuperan la ciudad de Seúl.
- 1952: el Che Guevara y Alberto Granado inician su viaje por América
- 1954: en Estados Unidos, Elvis Presley graba su primer disco.
- 1958: el primer satélite artificial de la historia, el Sputnik 1 de la Unión Soviética, se desintegra al reingresar en la atmósfera después de orbitar durante 3 meses.
- 1960: en Europa se crea de la Asociación Europea de Libre Comercio (EFTA).
- 1962: la OEA levanta las sanciones que impuso en 1960 a la República Dominicana.
- 1964: el papa Pablo VI visita Jerusalén, donde se entrevista con Atenágoras (patriarca de Constantinopla y jefe de la Iglesia ortodoxa griega).
- 1967: La banda californiana The Doors lanza su álbum debut de nombre homónimo álbum The Doors.
- 1968: en Managua (Nicaragua), un sismo de magnitud 4,8 en la escala Richter daña las casas de la Colonia Centroamérica, al sureste de la ciudad, por lo que se reconstruyeron posteriormente.
- 1969: en Fez (Marruecos) se firma el tratado donde España devuelve a Marruecos el territorio de Ifni.
- 1970: En Londres, Reino Unido, la última sesión de The Beatles como banda.
- 1971: en Egipto, el presidente Anwar el-Sadat reconoce la presencia militar soviética en su país.
- 1977: en España se promulga la Ley para la Reforma Política, que contenía la derogación tácita del Sistema Político Franquista.
- 1977: las Cortes Españolas aprueban la Ley 17/1977, que permite que los nombres de pila de las personas puedan inscribirse en el Registro Civil en cualquiera de las lenguas españolas.[1]
- 1978: en Londres es asesinado Said Hammani, representante de la OLP.
- 1978: en la República Federal Alemana finaliza la investigación sobre el "escándalo Lockheed".
- 1981: en Reino Unido, la policía detiene a Peter Sutcliffe por considerarle sospechoso de ser el "destripador de Yorkshire".
- 1983: en Kabul (Afganistán) sucede ola de atentados contra las posiciones soviéticas. 30 oficiales afganos asesinados por sus propios soldados.
- 1984: en el Líbano, el ejército israelí bombardea la región de Baalbek, matando a 100 civiles e hiriendo a 400.
- 1991: en la Organización de las Naciones Unidas se vota unánimemente una condena a Israel por su tratamiento a los palestinos.
- 1992: el presidente de los Estados Unidos, George H. W. Bush, anuncia el final del embargo impuesto a Camboya durante 17 años.
- 1994: en Ginebra se inaugura la Corte de Justicia de la Asociación Europea de Libre Cambio (EFTA).
- 1996: científicos del CERN anuncian haber obtenido nueve átomos de antihidrógeno, el primer logro en la obtención de antimateria.
- 1999: se estrena en Cartoon Network la serie Ed, Edd y Eddy.
- 1999: uno de los testigos del caso del ciudadano español, condenado a muerte en los Estados Unidos, Joaquín José Martínez, reconoce que mintió durante el juicio.
- 2004: Televisión Nacional de Chile cambia su imagen corporativa, al cuadrado rojo, manteniéndolo hasta 2016.
- 2004: La nave Spirit de la NASA, Aterriza en Marte
- 2008: por primera vez en su historia, se cancela el Rally Dakar, por temor a ser víctima de un atentado a su paso por Mauritania.
- 2010: el Burj Khalifa en Dubái, el cuerpo arquitectónico más alto del mundo con 828 m, es oficialmente inaugurado.
- 2011: eclipse solar parcial visto en Europa, África y Asia Occidental.
- 2011: en Ben Arous (Túnez), Mohamed Bouazizi se quema a lo bonzo dando comienzo a la revolución tunecina.
- 2013: en la ciudad de Guatemala es liberado el sacerdote Mario Leonel Orantes Nájera (48), encarcelado desde 2001 por su complicidad en el asesinato del obispo Juan José Gerardi (1922-1998) el 26 de abril de 1998, dos días después de este publicar el informe Guatemala: nunca más, en que demostraba que el Gobierno guatemalteco había sido responsable del asesinato de 200 000 indígenas mayas en los años ochenta.
- 2014: en la Antártida, Chile inaugura su Estación Polar Científica Conjunta Glaciar Unión.
- 2016: Las tiendas de la Comercial Mexicana pasan a ser parte de Organización Soriana, lo cual dejan de existir.

## Nacimientos
- 1076: Zhezong, emperador chino (f. 1100).
- 1334: Amadeo VI de Saboya (f. 1383).
- 1339: Muhammed V de Granada, sultán de Granada (f. 1391).
- 1341: Wat Tyler, revolucionario inglés (f. 1381).
- 1581: James Ussher, arzobispo anglicano irlandés (f. 1656).

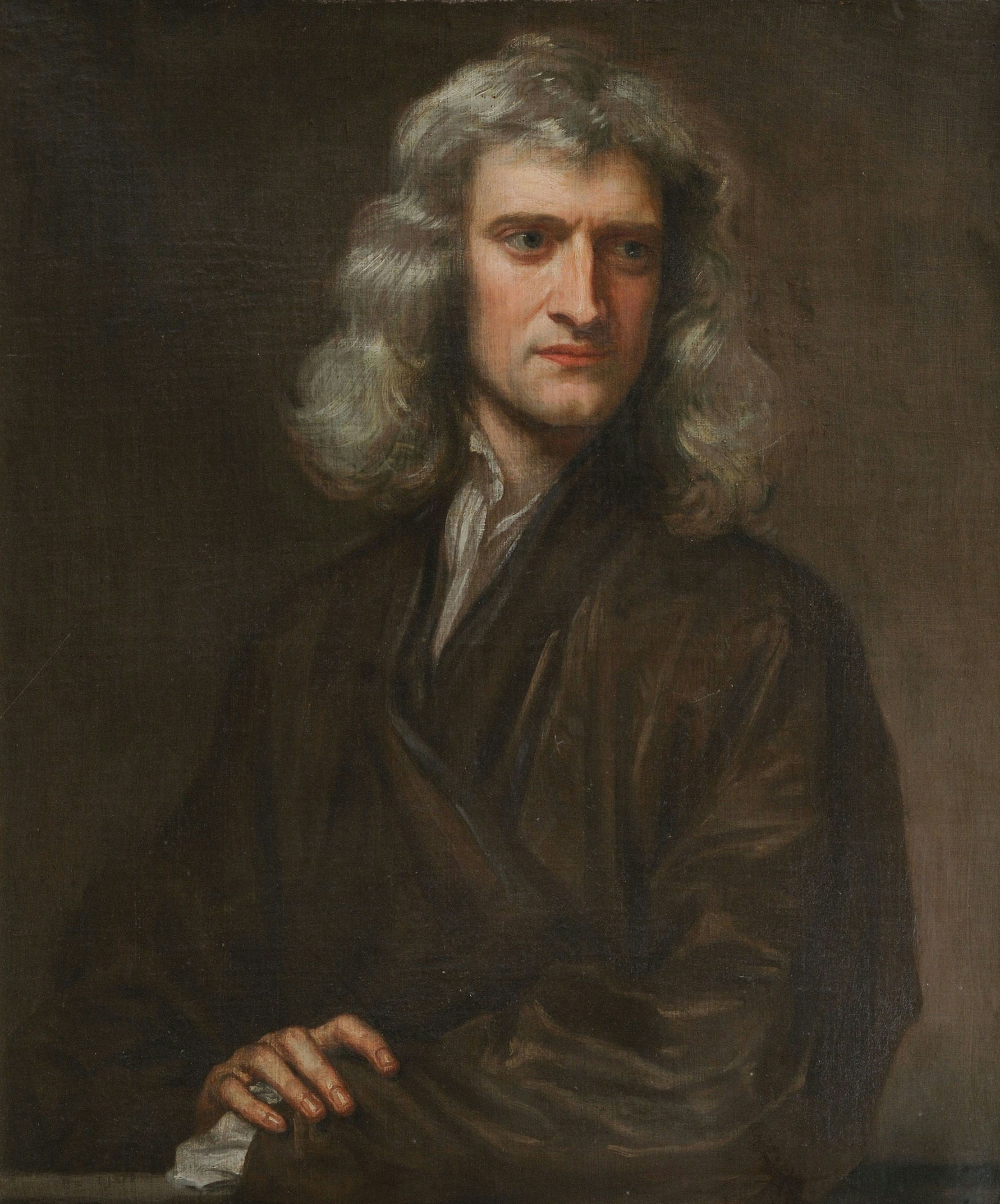
Isaac Newton

- 1643: Isaac Newton, físico, filósofo, teólogo, inventor, alquimista y matemático inglés (f. 1727).
- 1710: Giovanni Battista Pergolesi, compositor italiano (f. 1736).

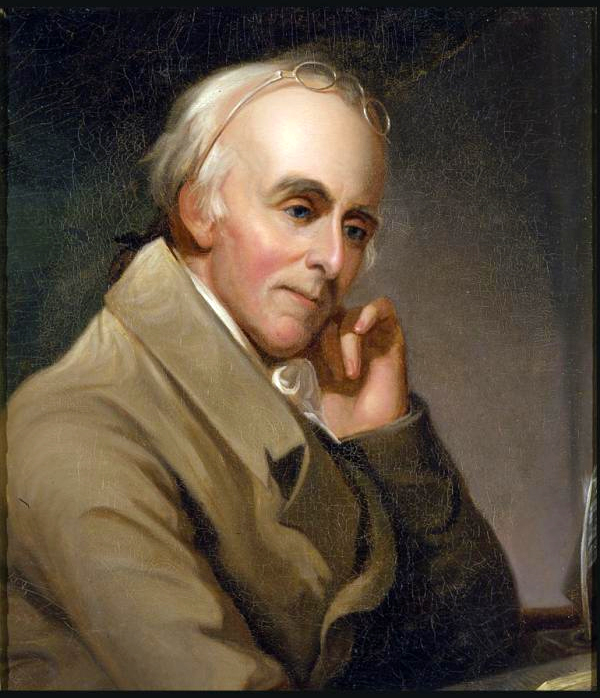
Benjamin Rush.

- 1746: Benjamin Rush, médico estadounidense (f. 1813).
- 1783: Prisciliano Sánchez, político, filósofo y reformador mexicano (f. 1826).
- 1784: François Rude, escultor francés (f. 1855).
- 1785: Jacob Grimm, cuentista, investigador del idioma y mitólogo alemán (f. 1863).
- 1809: Louis Braille, profesor de invidentes francés, creador del sistema de escritura Braille (f. 1852).
- 1829: Adolfo Alsina, jurisconsulto y político argentino (f. 1877).
- 1848: Katsura Tarō, político japonés (f. 1913).
- 1866: Ramón Casas, pintor español (f. 1932).
- 1874: Josef Suk, compositor y violinista checo (f. 1935).
- 1876: Heriberto Aja, educador, escritor y funcionario público (f. 1950).
- 1881: Wilhelm Lehmbruck, escultor alemán (f. 1919).
- 1884: Miguel Carlos Victorica, pintor argentino (f. 1955).
- 1886: Mariano Latorre, escritor chileno (f. 1955).
- 1886: José Estívalis Cabo, cineasta y anarquista español (f. 1939).
- 1896: André Masson, pintor francés (f. 1987).
- 1898: Maruxa Fandiño Ricart, mujer gallega, de las hermanas Las Dos Marías (f. 1980).
- 1899: Alfred Sohn-Rethel, filósofo marxista franco-alemán (f. 1990).
- 1900: James Bond, ornitólogo estadounidense (f. 1989).
- 1902: John McCone, empresario y político estadounidense (f. 1991).
- 1907: Vasili Kvachantiradze, francotirador soviético (f. 1950).
- 1909: José Chávez Morado, artista plástico mexicano (f. 2002).
- 1913: Manuel Andújar, escritor español (f. 1994).
- 1913: Sixto Ríos García, matemático y académico español (f. 2008).
- 1913: Malietoa Tanumafili II, presidente samoano (f. 2007).
- 1914: Jean-Pierre Vernant, filósofo e historiador francés (f. 2007).
- 1918: José Expósito Leiva, periodista anarquista español (f. 1978).
- 1920: Rosalie Crutchley, actriz británica (f. 1997).
- 1922: Fūtarō Yamada, escritor japonés (f. 2001).
- 1923: Tito Rodríguez, cantante, director de orquesta y músico de origen dominicano (f. 1973).
- 1924: Alime Abdenánova, exploradora y partisana soviética (f. 1944)
- 1926: Jorge Riestra, escritor argentino (f. 2016).
- 1929: Juan Carlos Altavista, actor cómico argentino (f. 1989).
- 1929: Antonio Barrera de Irimo, político español (f. 2014).
- 1929: Günter Schabowski, político alemán (f. 2015).
- 1930: Antonio Valdés, actor y comediante mexicano (f. 2021).
- 1932: Carlos Saura, cineasta español (f. 2023).
- 1933: Elías II, religioso georgiano.
- 1935: Floyd Patterson, boxeador estadounidense (f. 2006).
- 1937: Grace Bumbry, cantante de ópera estadounidense.
- 1938: Nilda Raggi, actriz y directora argentina.
- 1939: Eduardo D'Angelo, actor y humorista uruguayo (f. 2014).
- 1940: Betty Elizalde, periodista y locutora argentina (f. 2018).
- 1940: Helmut Jahn, arquitecto alemán (f. 2021).
- 1940: Brian David Josephson, físico británico, premio nobel de física en 1973.

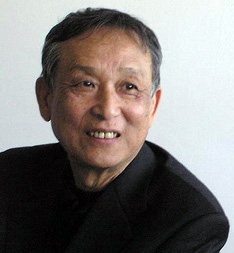
Gao Xingjian

- 1940: Gao Xingjian, escritor chino, premio nobel de literatura en 2000.
- 1942: John McLaughlin, guitarrista británico de jazz.
- 1942: Gerardo Vallejo, cineasta argentino (f. 2007).
- 1943: Doris Kearns Goodwin, escritora e historiadora estadounidense.
- 1943: Jesús Torbado, escritor y periodista español (f. 2018).
- 1945: Richard Schrock, científico estadounidense, premio nobel de química en 2005.
- 1947: Tim Rooney, actor estadounidense (f. 2005).
- 1950: Joan Baptista Humet, cantautor español (f. 2008).
- 1953: Norberto Alonso, futbolista argentino.
- 1954: Peter Seiffert, tenor alemán.
- 1954: Tina Knowles, diseñadora de moda estadounidense.
- 1955: Mark Hollis, músico británico, de la banda Talk Talk (f. 2019).
- 1956: Bernard Sumner, músico británico, de las bandas New Order, Joy Division, Electronic.
- 1956: Poch, cantante español (f. 1998).
- 1957: Omar Alfanno, cantautor panameño de salsa.
- 1957: Isidoro Fernández, actor español.
- 1958: Julian Sands, actor británico (f. 2023).
- 1959: Fernando Aramburu, escritor español.
- 1959: Ximo Puig, político español.

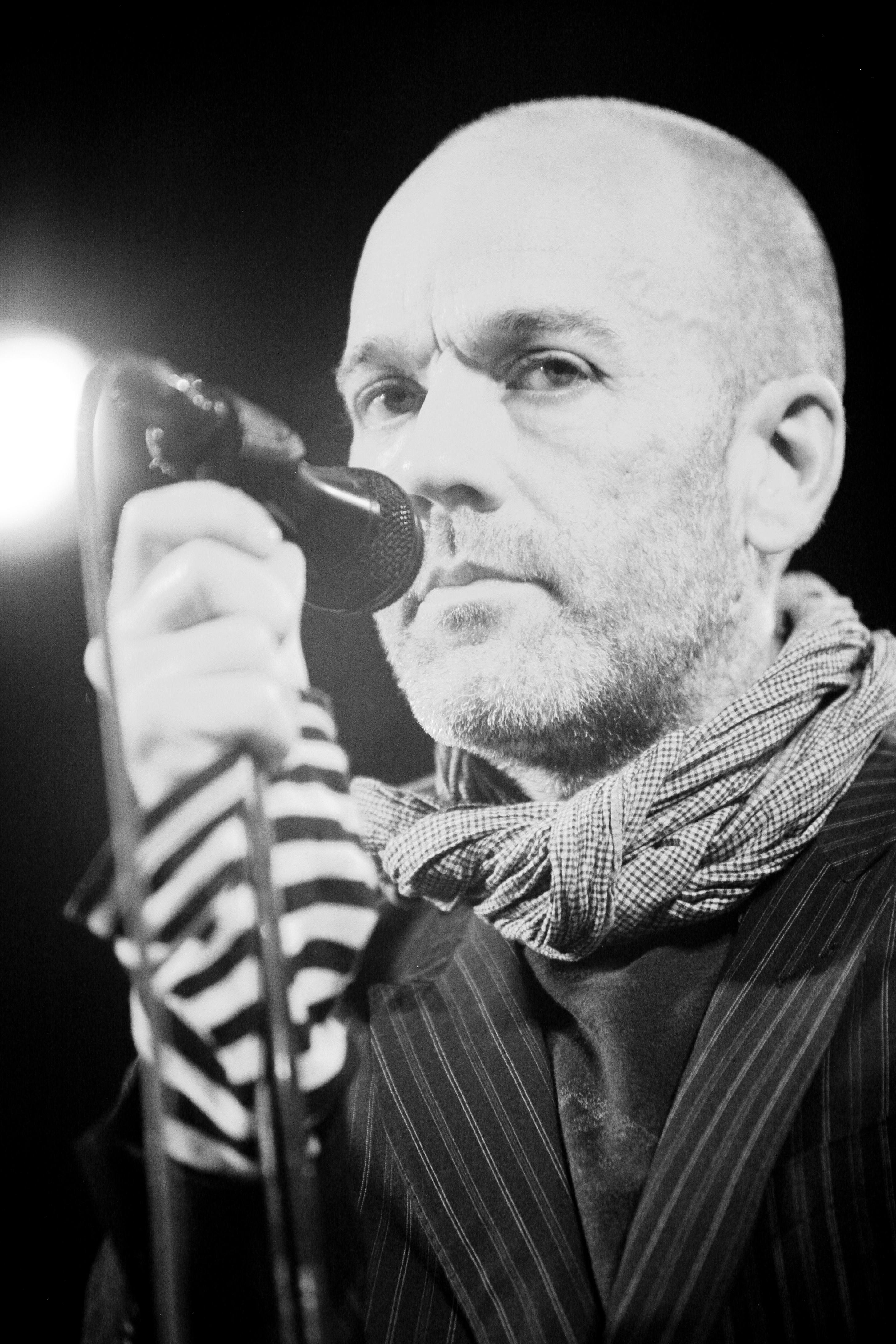
Michael Stipe

- 1960: Michael Stipe, cantante estadounidense, de la banda REM.
- 1961: Daniel F, cantante peruano, de la banda Leucemia.
- 1962: Peter Steele, cantante estadounidense, de la banda Type O Negative (f. 2010).
- 1962: Norton Nascimento, actor brasileño (f. 2007).
- 1963: Dave Foley, actor canadiense.
- 1963: Till Lindemann, cantante alemán, de la banda Rammstein.
- 1963: May-Britt Moser, neuróloga y psicóloga noruega, premio nobel de medicina de 2014.
- 1964: Andrea Politti, actriz y conductora de televisión argentina.
- 1965: Guy Forget, tenista francés.
- 1965: Beth Gibbons, cantante y música británica, de la banda Portishead.
- 1965: Julia Ormond, actriz británica.
- 1968: Mara Escalante, actriz, comediante y productora mexicana.
- 1971: Juan Carlos García, modelo y actor venezolano.
- 1973: Laia Marull, actriz española.
- 1973: Harmony Korine, cineasta estadounidense
- 1973: Gastón Ricaud, actor argentino.
- 1974: Danilo Hondo, ciclista alemán.
- 1976: Chris Klein, futbolista estadounidense.
- 1976: Yuriy Metlushenko, ciclista ucraniano.
- 1976: August Diehl, actor alemán.
- 1976: La Parka (Jesús Alfonso Escoboza Huerta), luchador mexicano (f. 2020).
- 1977: Irán Castillo, actriz mexicana.
- 1977: Nenad Džodić, futbolista serbio.
- 1978: Dominik Hrbatý, tenista eslovaco.
- 1978: Mai Meneses, cantante española del grupo Nena Daconte.
- 1978: Marek Wesoły, ciclista polaco.
- 1979: Jeph Howard, músico estadounidense, de la banda The Used.
- 1979: Leonidas Neto Pereira, futbolista brasileño.
- 1979: Adrián Barbón, político español.
- 1979: Pipat Thonkanya, futbolista y entrenador tailandés.
- 1980: Alexandra Jiménez, actriz española.
- 1980: Chantal Baudaux, actriz venezolana.
- 1980: D'Arcy Carden, actriz estadounidense.
- 1980: Luís Miguel Brito, futbolista portugués.
- 1981: Diana Trujillo, ingeniera aeroespacial colombiana.
- 1982: Iñigo Calderón, futbolista español.
- 1983: Spencer Chamberlain, cantante estadounidense, de la banda Underoath.
- 1984: Javi Fuego, futbolista español.
- 1984: Orange Cassidy, luchador profesional estadounidense.
- 1984: Javi Martos, futbolista español.
- 1985: Henry Edimar Hernández, futbolista salvadoreño.
- 1985: Dai Okada, futbolista japonés.
- 1986: Kyrylo Budánov, militar ucraniano.
- 1987: Kay Voser, futbolista suizo.
- 1987: Przemysław Tytoń, futbolista polaco.
- 1988: Maximilian Riedmüller, futbolista alemán.
- 1989: Labrinth, cantautor, multiinstrumentista y productor musical británico.
- 1989: Wiljan Pluim, futbolista neerlandés.

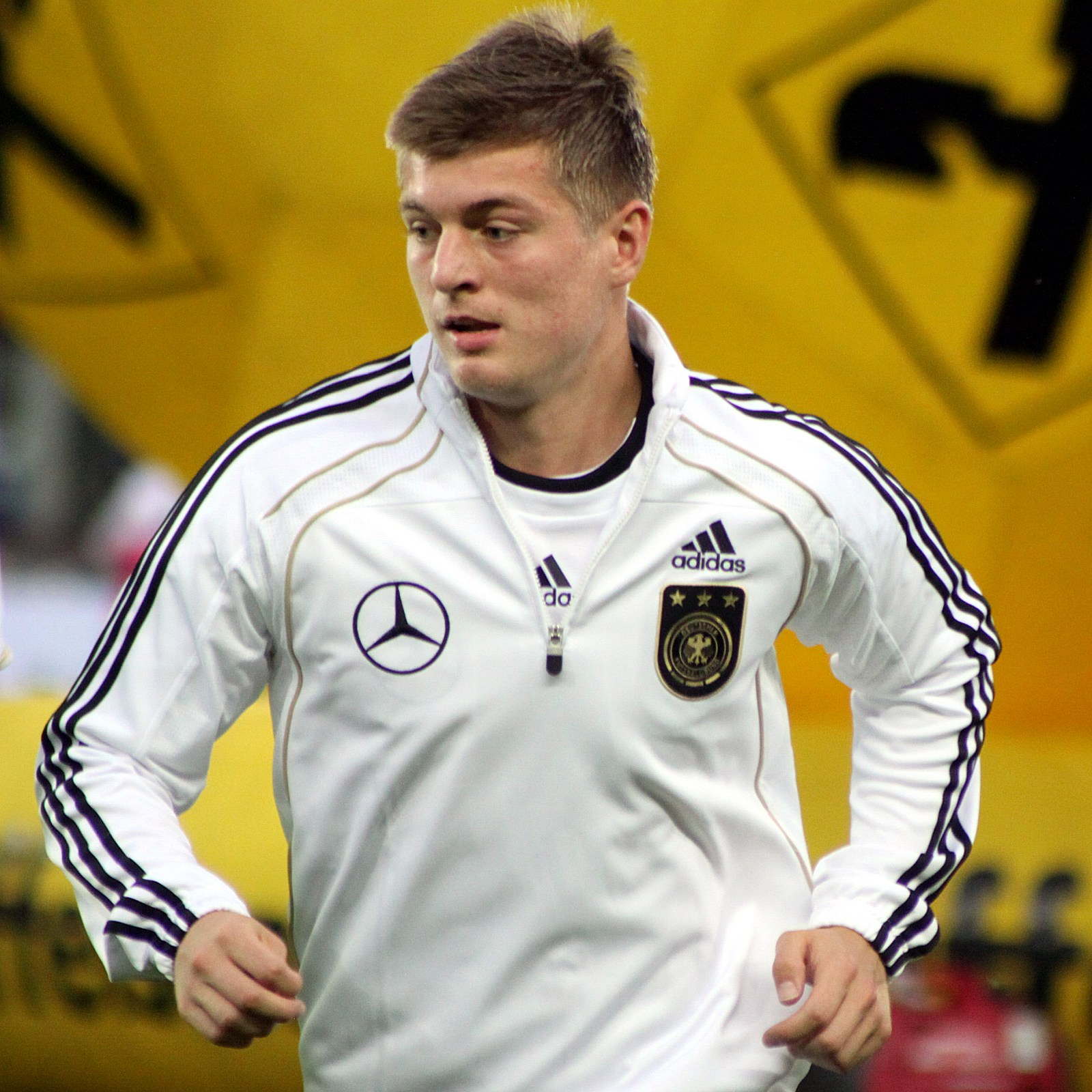
Toni Kroos

- 1990: Toni Kroos, futbolista alemán.
- 1990: Alberto Paloschi, futbolista italiano.
- 1990: Pål André Helland, futbolista noruego.
- 1990: Oh Jae-suk, futbolista surcoreano.
- 1992: Naiara Beristain, futbolista española.
- 1992: Sabin Merino, futbolista español.
- 1993: Mahmoud Metwalli, futbolista egipcio.
- 1995: Rodolfo Combe, futbolista uruguayo.
- 1995: Adrián Montoro, futbolista español.
- 1996: Emma Mackey, actriz y modelo franco-británica.
- 1996: Sophia Ahrens, modelo alemana.
- 1996: William Barta, ciclista estadounidense.
- 1996: Marcus Ingvartsen, futbolista danés.
- 1996: Ákos Kecskés, futbolista húngaro.
- 1996: Ramón Martínez López, futbolista paraguayo.
- 1996: Tyler Rawson, baloncestista estadounidense.
- 1996: Lene Retzius, atleta noruega.
- 1997: Răzvan Popa, futbolista rumano.
- 1997: Angeliño, futbolista español.
- 1997: Paula Moreno, futbolista española.
- 1997: Ante Žižić, baloncestista croata.
- 1997: Kotaro Tachikawa, futbolista japonés.
- 1997: Hiroto Morooka, futbolista japonés.
- 1997: Gino Mäder, ciclista suizo (f. 2023).
- 1997: Mohamed Al Shamsi, futbolista emiratí.
- 1998: Liza Soberano, actriz filipina.
- 1998: Rodrigo Garro, futbolista argentino.
- 1998: Krystian Bielik, futbolista polaco.
- 1998: Coco Jones, actriz y cantante estadounidense.
- 1998: Fabian Malleier, piloto de luge italiano.
- 1998: Raul Opruț, futbolista rumano.
- 1998: Karl-Romet Nõmm, futbolista estonio.
- 1999: Oier Zarraga, futbolista español.
- 1999: Imanol Ezkurdia, futbolista español.
- 1999: Indy Boonen, futbolista belga.
- 1999: Gage Munroe, actor canadiense.
- 1999: Ian Tarrafeta, balonmanista español.
- 1999: Daniuska Rodríguez, futbolista venezolana.
- 1999: Lina Hernández, ciclista colombiana.
- 1999: Marcelo Olivera, futbolista argentino.
- 1999: Zac Stubblety-Cook, nadador australiano.
- 1999: Víctor Ochoa, yudoca mexicano.
- 1999: Collin Sexton, baloncestista estadounidense.
- 1999: Daniel Arzani, futbolista iraní-australiano.
- 1999: Jonathan Suckow, saltador suizo.
- 1999: Quilian Koch, piragüista francés.
- 1999: Danijel Šturm, futbolista esloveno.
- 1999: Nico Hischier, jugador de hockey sobre hielo suizo.
- 2000: Nerea Eizagirre, futbolista española.
- 2000: Facundo Colidio, futbolista argentino.
- 2000: Max Aarons, futbolista británico.
- 2000: Roberto de la Rosa, futbolista mexicano.
- 2000: Xia Zhi-guang, cantante y bailarín chino.
- 2000: Rhiannon Leigh Wryn, actriz estadounidense.
- 2000: Leonardo Mifflin, futbolista peruano.
- 2000: Kalle Katz, futbolista finlandés.
- 2000: Filip Stojilković, futbolista suizo.
- 2001: Odilon Kossounou, futbolista marfileño.
- 2001: Ally Wollaston, ciclista neozelandesa.
- 2002: Tunisha Sharma, actriz india (f. 2022).
- 2002: Bruno Adriel Valdez, futbolista argentino.
- 2003: Jaeden Martell, actor estadounidense.
- 2003: Rodrigo Alonso Martín, futbolista español.
- 2003: Yauheni Bryhi, atleta bielorruso.
- 2003: Matías Segovia, futbolista paraguayo.
- 2004: Victor Wembanyama, baloncestista francés.
- 2004: Kim Joo-ah, actriz surcoreana.
- 2004: Matte Smets, futbolista belga.
- 2005: Lucas Langarita, baloncestista español.
- 2006: Marc Guiu, futbolista español.

## Fallecimientos
- 749: Rigoberto, arzobispo de Reims (n. ¿?).
- 1248: Sancho II, rey de Portugal (n. 1207).
- 1309: Ángela de Foligno, religiosa italiana (n. 1248).
- 1428: Federico I, aristócrata sajón (n. 1370).
- 1609: Giovanni Gastoldi, compositor italiano (n. 1555).
- 1695: François-Henri de Montmorency, general francés (n. 1628).
- 1752: Gabriel Cramer, matemático suizo (n. 1704).
- 1761: Stephen Hales, fisiólogo británico (n. 1677).
- 1782: Ange-Jacques Gabriel, arquitecto francés (n. 1698).
- 1786: Moses Mendelssohn, filósofo alemán (n. 1729).
- 1804: Charlotte Lennox, escritora inglesa (n. 1730).
- 1821: Santa Isabel Ana Bayley, religiosa estadounidense (n. 1774).
- 1825: Fernando I, rey español de Sicilia entre 1759 y 1825 (n. 1751).
- 1834: Mauro Gandolfi, pintor italiano (n. 1764).
- 1837: Hipólito Bouchard, militar y corsario argentino nacido en Francia (n. 1780).
- 1839: Benjamin Gaillon, micólogo francés (n. 1782).
- 1860: Rafael María Baralt, poeta e historiador venezolano (n. 1810).
- 1877: Cornelius Vanderbilt, industrial estadounidense (n. 1794).
- 1895: Manuel Pavía, militar español (n. 1827).
- 1904: Anna Winlock, astrónoma estadounidense (n. 1857).
- 1913: Alfred Graf von Schlieffen, militar prusiano (n. 1833).
- 1919: Georg von Hertling, político alemán (n. 1843).
- 1920: Benito Pérez Galdós, novelista español (n. 1843).
- 1926: Margarita Teresa de Saboya, reina consorte italiana (n. 1851).
- 1928: Cástor Jaureguibeitia Ibarra (Cocherito de Bilbao), torero español (n. 1876).
- 1940: Manuel González García, prelado español (n. 1877).
- 1941: Henri Bergson, filósofo y escritor francés, premio nobel de literatura en 1927 (n. 1859).
- 1942: Volodia Dubinín, héroe soviético (n. 1928).
- 1943: Marina Raskova, piloto militar soviética (n. 1912).
- 1952: Constant Permeke, pintor y escultor belga  (n. 1886).
- 1956: Ksawery Tartakower, ajedrecista franco-polaco (n. 1887).
- 1958: John Anderson, político escocés (n. 1882).
- 1960: Albert Camus, escritor y filósofo francés (n. 1913).

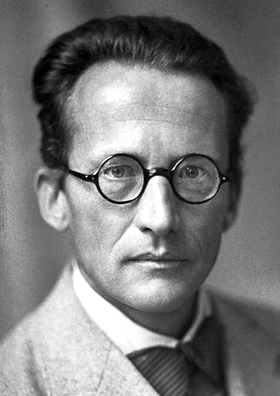
Erwin Schrödinger

- 1961: Erwin Schrödinger, físico austríaco, premio nobel de física en 1933 (n. 1887).
- 1965: T. S. Eliot, escritor británico (n. 1888).
- 1969: Paul Chambers, contrabajista estadounidense de jazz (n. 1935).
- 1975: Carlo Levi, escritor y pintor italiano (n. 1902).
- 1977: José Pablo Ventura, activista revolucionario argentino; asesinado (n. 1950).
- 1980: Manuel Marzana, militar boliviano y héroe de la guerra del Chaco (n. 1889).
- 1982: Francisco Valdés Subercaseaux, obispo chileno (n. 1908).
- 1984: Manuel Casanueva Ramírez, agrónomo y político chileno (n. 1907).
- 1985: Brian Horrocks, militar británico (n. 1895).
- 1986: Christopher Isherwood, escritor británico (n. 1904).
- 1986: Phil Lynott, músico irlandés, de la banda Thin Lizzy (n. 1949).
- 1989: Junko Furuta, estudiante japonesa (n. 1971)
- 1990: Alberto Lleras Camargo, presidente colombiano en 1945-1946 y 1958-1962 (n. 1906).
- 1995: Eduardo Mata, director de orquesta y compositor mexicano (n. 1942).
- 1996: Ramón Vinay, cantante de ópera chileno (n. 1912).
- 1998: Mae Questel, actriz estadounidense (n. 1908).
- 1999: Kisshomaru Ueshiba, aikidōka japonés (n. 1921).
- 1999: José Vela Zanetti, pintor español (n. 1913).
- 2002: Ada Falcón, cantante de tangos argentina (n. 1905).
- 2003: Antonio Ramírez González, médico y cirujano español (n. 1921).
- 2003: Gustavo Poirrier, futbolista chileno (n. 1965).
- 2005: Guy Davenport, escritor estadounidense (n. 1927).
- 2007: Carles Fontserè, anarquista español (n. 1916).
- 2008: Xavier Chamorro Cardenal, ingeniero electrónico y periodista nicaragüense (n. 1932).
- 2008: Irene Reid, cantante de jazz estadounidense (n. 1930).
- 2010: Casey Johnson, empresaria estadounidense (n. 1979).[2]
- 2010: Sandro (Roberto Sánchez), cantautor argentino (n. 1945).[3]
- 2010: Tsutomu Yamaguchi, ingeniero japonés, doble superviviente nuclear (n. 1916).
- 2010: Johan Ferrier, presidente surinamés (n. 1910).

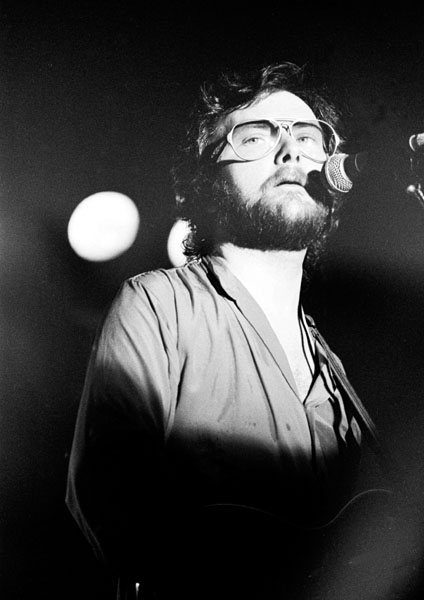
Gerry Rafferty

- 2011: Mohamed Bouazizi, activista tunecino (n. 1984).[4]
- 2011: Mick Karn, músico británico de origen chipriota, de la banda Japan (n. 1958).[5]
- 2011: Gustavo Kupinski, guitarrista argentino, de las bandas Los Piojos y Las Pelotas (n. 1974).
- 2011: Gerry Rafferty, cantante británico (n. 1947).
- 2012: Eve Arnold, fotógrafo estadounidense (n. 1912).
- 2012: Harry Fowler, actor británico (n. 1926).
- 2012: Juan Carlos Mendizábal, locutor y presentador de televisión argentino (n. 1950).
- 2012: Carmen Naranjo, escritora costarricense (n. 1928).
- 2012: Hisako Ōishi, político japonés (n. 1936).
- 2013: Carlos Calderón Chico, historiador, escritor y periodista ecuatoriano (n. 1953).[6]
- 2013: Tony Lip, actor estadounidense (n. 1930).[7]
- 2013: Lassaad Ouertani, futbolista tunecino (n. 1980).[8]
- 2013: Baldo Santi, sacerdote ítalo-chileno (n. 1921).
- 2015: Pino Daniele, músico italiano (n. 1955).
- 2015: Jack Parr, baloncestista estadounidense (n. 1936).
- 2015: Ives Roqueta, político, activista y escritor francés en lengua occitana (n. 1936).
- 2015: Stuart Orlando Scott, presentador deportivo estadounidense; cáncer (n. 1965).
- 2015: Sharon la Hechicera, cantante, actriz, modelo, empresaria y presentadora de televisión ecuatoriana (n. 1974).
- 2016: Michel Galabru, actor francés (n. 1922).
- 2017: Georges Prêtre, director de orquesta francés (n. 1924).
- 2018: Ray Thomas, músico británico (n. 1941).
- 2021: Gregory Sierra, actor estadounidense (n. 1937).
- 2021: Barbara Shelley, actriz británica (n. 1932).
- 2021: Tanya Roberts, actriz estadounidense (n. 1949).
- 2021: Martinus J. G. Veltman, físico neerlandés, premio nobel de física en 1999 (n. 1931).
- 2022: Joan Copeland, actriz estadounidense (n. 1922).
- 2022: Francisco ''Pancho'' Serra, cantante argentino de cumbia (n. 1960), líder de la banda Pancho y La Sonora Colorada.
- 2024:
  - Glynis Johns, actriz y cantante británica nacida en Sudáfrica (n. 1923).
  - David Soul, actor y cantante estadounidense nacionalizado británico (n. 1943).

## Celebraciones
- Día Mundial del Braille.

- Día Mundial de la Hipnosis.[9]
Para sensibilizar e informar a la opinión pública acerca de los beneficios de esta técnica, así como eliminar los mitos y conceptos erróneos sobre este método. Esta fecha fue instaurada en 2004 por Tom Nicoi, un hipnotista certificado, y el Comité del Día Mundial de la Hipnosis.

- Perihelio (2025).
Hoy es el Perihelio, el día en que la Tierra se encuentra más próxima al Sol. El término perihelio proviene del griego y significa “alrededor del sol”.[10]

 Por países
(Por orden alfabético)
- Angola: 
  - Día de los Mártires de la Represión Colonial.
En conmemoración a los trágicos sucesos en ese país desde la Huelga en la Baixa do Cassange.

- Argentina:
  -  Ciudad de Buenos Aires: Aniversario del Diario La Nación.
Fundación: 4 de enero de 1870 (155 años) por Bartolomé Mitre.

- Birmania: 
  - Día de la Independencia.[11]

- Colombia: 
  - Tercer día del Carnaval de Negros y Blancos.

- Estados Unidos: 
  - Día Nacional del Espagueti.
(en inglés: National Spaghetti Day).
  - Día Nacional de la Trivia. Una trivia es una forma de competencia o juego que implica una serie de preguntas, donde las respuestas deben elegirse de varias alternativas.
(en inglés: National Trivia Day).
  - Día de la Lista de Éxitos de Música Pop. Aniversario del primer Hit Parade de la revista Billboard en 1936. Esta lista es ampliamente reconocida en el mundo de la música y se utiliza como un barómetro estándar para medir el éxito comercial de un álbum o canción.
(en inglés: Pop Music Chart Day).

- Japón: 
  - Wrestle Kingdom. Es un evento anual pago por visión (PPV) de lucha libre profesional realizado por la New Japan Pro-Wrestling desde el año 2007. El evento se celebra anualmente cada 4 y 5 de enero en el Tokyo Dome. Es el evento de lucha libre profesional más grande de Japón y el principal espectáculo de NJPW, similar a lo que WrestleMania es para la WWE.

- México: 
  - Día del Periodista.[12]En conmemoración del aniversario luctuoso de Manuel Caballero, que fue un periodista y escritor, quien murió el 4 de enero de 1926 en la Ciudad de México. Nació en Tequila, Jalisco, en 1849, revolucionó su gremio en el país en la época del Porfiriato, considerado “el padre del arte de reportear” en ese país.

- Nigeria:
  - Día Ogoni. Movimiento por la Supervivencia del Pueblo Ogoni, que es una organización de movimiento social que representa al pueblo indígena Ogoni del Estado de Rivers. Los ogoni sostienen que Shell Petroleum Development Company (SPDC), junto con otras multinacionales petroleras y el gobierno nigeriano, han destruido su medio ambiente, contaminado sus ríos y no han proporcionado ningún beneficio a cambio de los enormes ingresos petroleros extraídos de sus tierras.

- República Democrática del Congo: 
  - Día de los Mártires.[11]

### Santoral católico

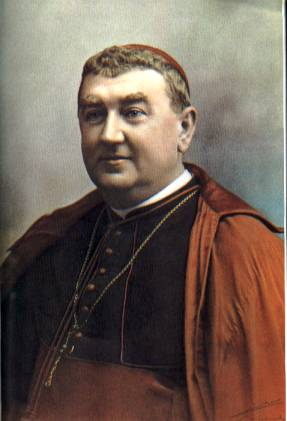
Manuel González García, conocido como el Obispo del Sagrario Abandonado.

- Santos Hermes y Cayo de Mesia, mártires (s. IV).[13]
- San Abrúnculo de Langres, obispo (490).[13]
- San Gregorio de Dijon (539/540).[13]
- San Ferreol de Uses, obispo (581).[13]
- San Rigomerio de Meaux, obispo (s. VI).[13]
- San Rigoberto de Reims, obispo (743).[13]
- Santa Faraildis de Brouay, viuda (740/750).[13]
- Santa Ángela de Foligno (1309).[13]
- Beata Cristiana Menabuoi, virgen (1310).[13]
- Beato Tomás Plumtree, presbítero y mártir (1570).[13]
- Santa Isabel Ana Seton (1821).[13]
- Beato Manuel González García, obispo (1940).[13](imagen ilustrativa).